# جنبش آگاهی سیاهان

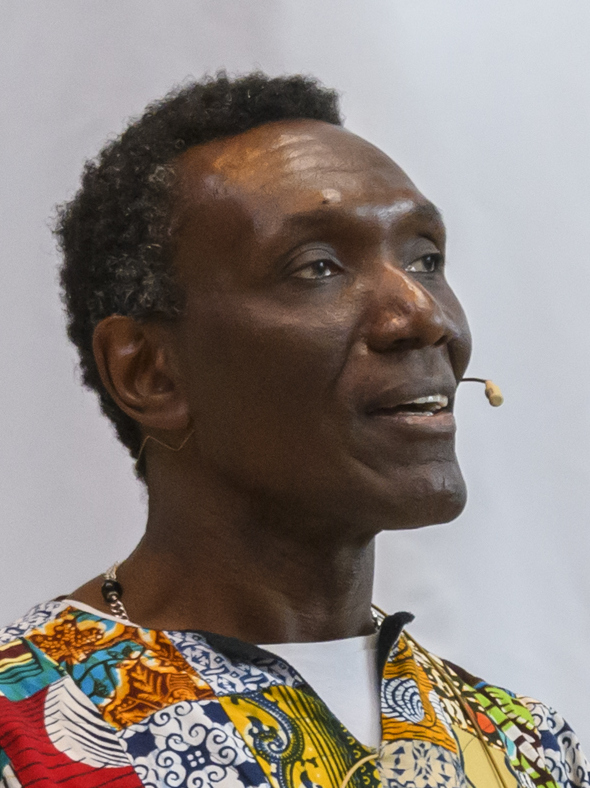
یکی از رهبران جنبش آگاهی سیاهان

جنبش آگاهی سیاهان جنبشی از مردم عادی ضد آپارتاید بود، که در میانهٔ دههٔ ۱۹۶۰ در آفریقای جنوبی از دل خلأ سیاسی ناشی از زندانی کردن و ممنوع کردن کنگرهٔ ملی آفریقا و گنگرهٔ پان آفریقایی به وجود آمد. جنبش سیاهان آفریقا نمایندهٔ جنبشی اجتماعی برای آگاهی سیاسی بود.
این جنبش سیاهان ریشه‌های ژرفی در مسیحیت دارد.
1. ↑  «THE SHARPEVILLE MASSACRE 1 &From "Notes and Documents", No. 8/76, March 1976&». web.archive.org. ۲۰۰۵-۰۴-۰۸. بایگانی‌شده از اصلی در ۸ آوریل ۲۰۰۵. دریافت‌شده در ۲۰۲۳-۰۵-۰۹.